# Лалоб
Лало́б (фр. Lalobbe) — коммуна во Франции, находится в регионе Шампань — Арденны. Департамент — Арденны. Входит в состав кантона Синьи-л’Аббеи. Округ коммуны — Шарлевиль-Мезьер.
Код INSEE коммуны — 08243.
Коммуна расположена приблизительно в 175 км к северо-востоку от Парижа, в 80 км севернее Шалон-ан-Шампани, в 27 км к юго-западу от Шарлевиль-Мезьера.

## Население
Население коммуны на 2008 год составляло 192 человека.
| 1962 | 1968 | 1975 | 1982 | 1990 | 1999 | 2008 |
| ---- | ---- | ---- | ---- | ---- | ---- | ---- |
| 222  | 264  | 254  | 240  | 236  | 206  | 192  |

## Администрация
| Период | Период | Фамилия      | Партия | Должность |
| ------ | ------ | ------------ | ------ | --------- |
| 2001   | 2008   | Юбер Бёре    |        |           |
| 2008   |        | Даниель Кола |        |           |

## Экономика
В 2007 году среди 117 человек в трудоспособном возрасте (15—64 лет) 75 были экономически активными, 42 — неактивными (показатель активности — 64,1 %, в 1999 году было 62,1 %). Из 75 активных работали 64 человека (39 мужчин и 25 женщин), безработных было 11 (5 мужчин и 6 женщин). Среди 42 неактивных 12 человек были учениками или студентами, 17 — пенсионерами, 13 были неактивными по другим причинам.

## Фотогалерея

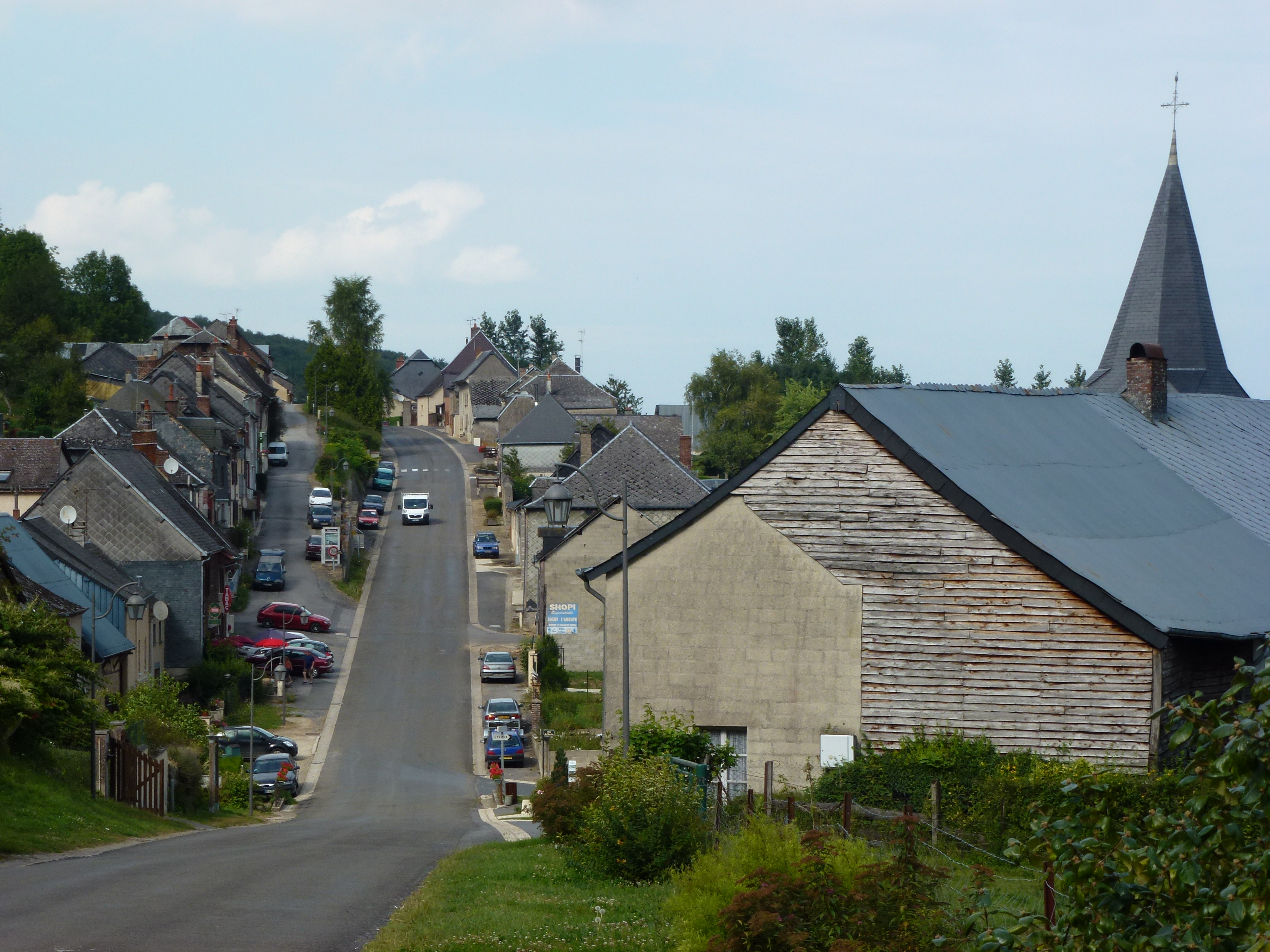
Центральная улица
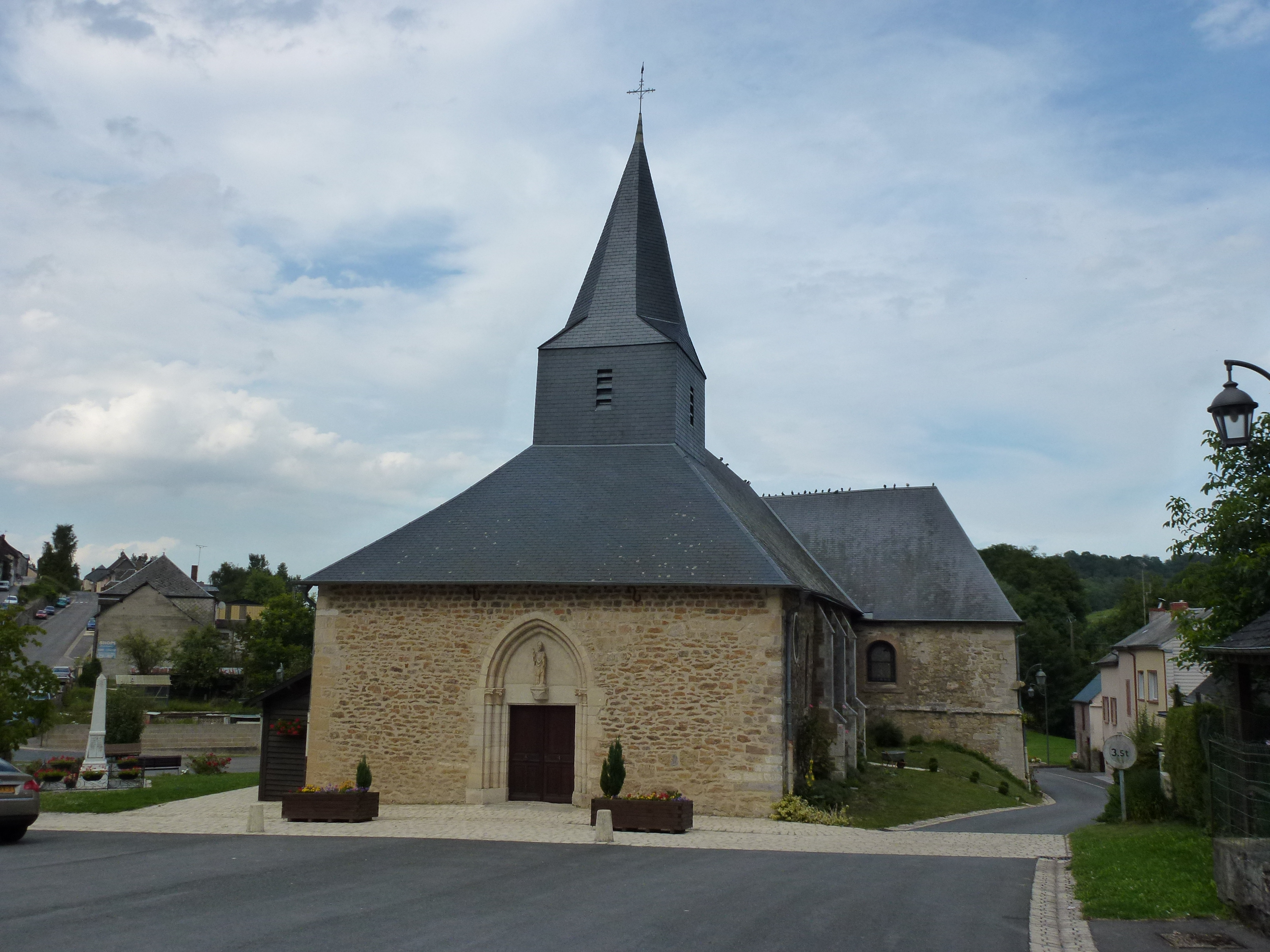
Церковь Сен-Ламбер
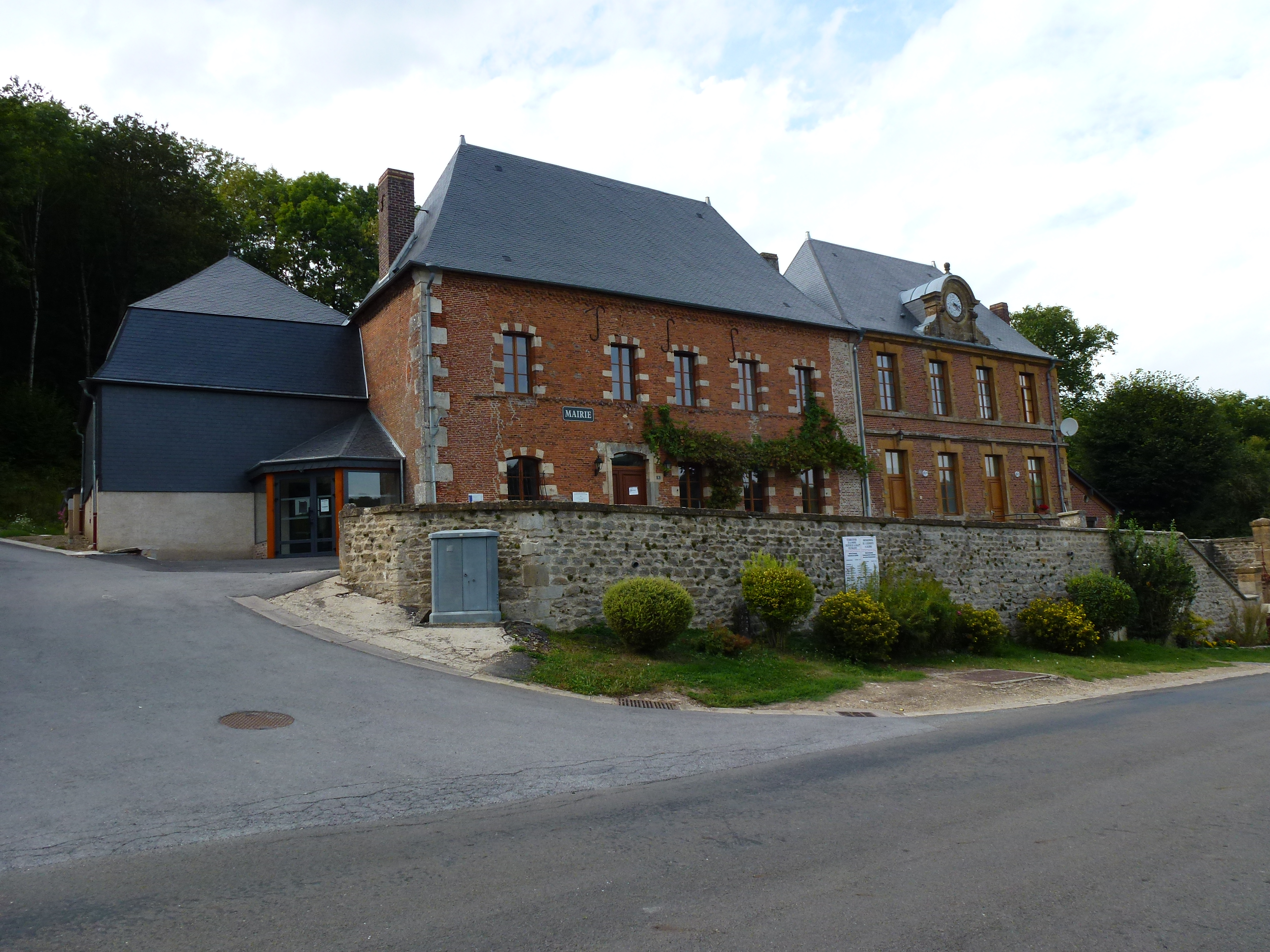
Мэрия
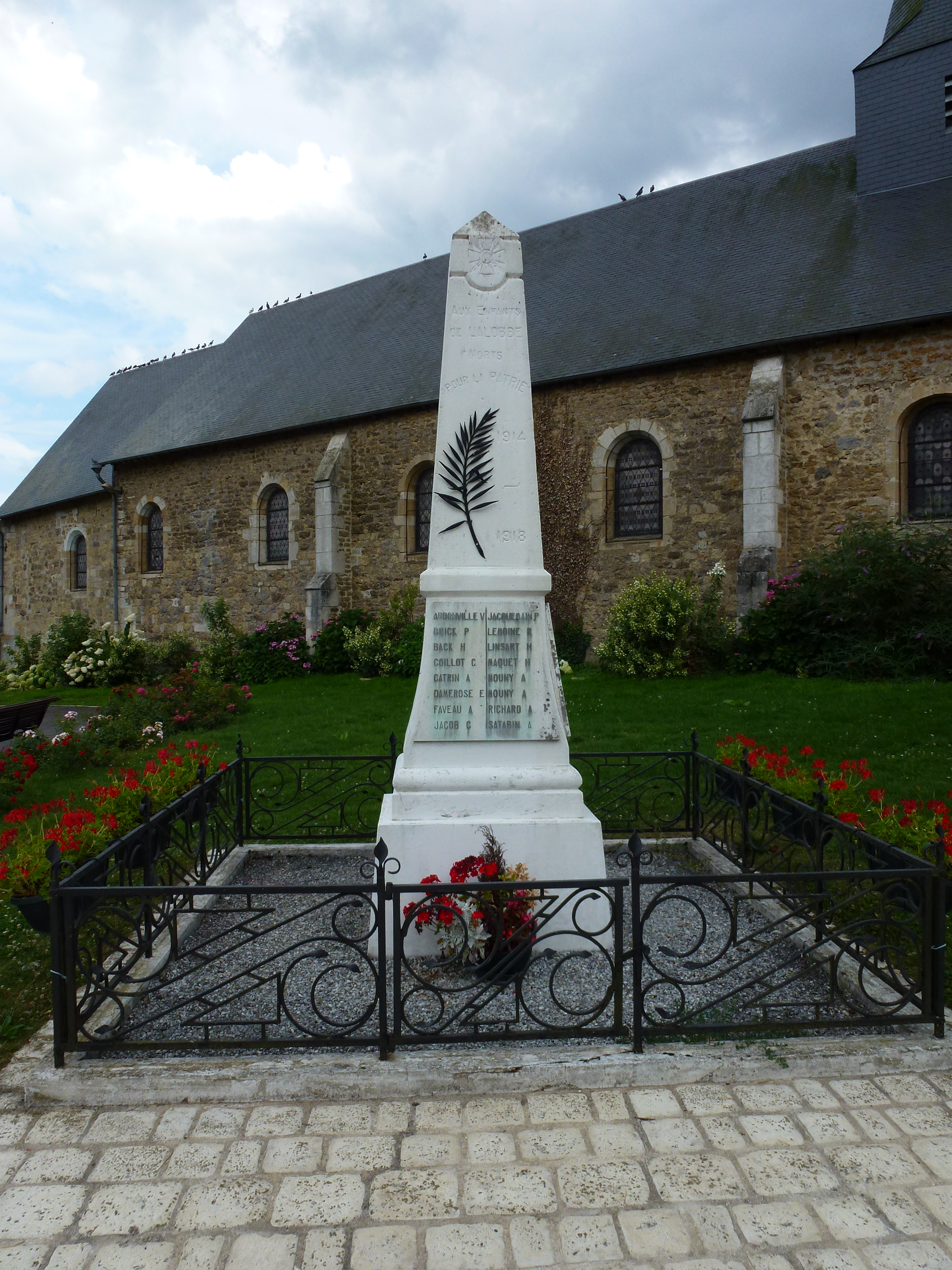
Памятник погибшим в Первой мировой войне